# Kolobopetalum ovatum
Kolobopetalum ovatum är en tvåhjärtbladig växtart som beskrevs av Otto Stapf. Kolobopetalum ovatum ingår i släktet Kolobopetalum och familjen Menispermaceae. Inga underarter finns listade i Catalogue of Life.